# Kızılüzüm, Cumayeri
Kızılüzüm là một xã thuộc huyện Cumayeri, tỉnh Düzce, Thổ Nhĩ Kỳ. Dân số thời điểm năm 2010 là 161 người.